# Temporada de ciclones na região da Austrália de 2015-2016
A temporada de ciclones da região australiana de 2015–16 foi a menos ativa da temporada de ciclones tropicais desde que os registos confiáveis começaram durante 1969, com apenas três ciclones tropicais nomeados se desenvolvendo na região. As razões para a baixa atividade durante o ano incluíram a ocorrência de um dipolo do oceano Índico positivo e o evento El Niño de 2014–16. Antes do início da temporada; o Australian Bureau of Meteorology previu que havia 91% de chance de que a temporada fosse abaixo da média. Como o ano do ciclone tropical de 2015–16 foi inaugurado em 1 de julho de 2015, o recém-denominado Ciclone Tropical Raquel moveu-se para sudoeste na região australiana. Ao longo dos próximos dias, o sistema serpenteava em torno de 160 °E e se movia pelas Ilhas Salomão, antes de ser observado pela última vez em 5 de julho. A bacia subsequentemente permaneceu quieta com apenas vários baixos tropicais fracos se desenvolvendo, antes que o primeiro ciclone tropical nomeado da temporada fosse batizado de Stan em 29 de janeiro de 2016.
Stan subsequentemente atingiu a Austrália Ocidental e impactou várias commodities, incluindo petróleo, gás natural e minério de ferro. No entanto, os impactos foram limitados devido à baixa população da região. O precursor do ciclone tropical Uriah baixo se desenvolveu sobre o Oceano Índico, dentro de um vale de monção de baixa pressão durante o dia 9 de fevereiro. Posteriormente, o sistema desenvolveu-se ainda mais e recebeu o nome de Urias em 13 de fevereiro, antes de sair da região no dia seguinte. O ciclone tropical Tatiana tornou-se um ciclone tropical durante o dia 11 de fevereiro, enquanto estava localizado sobre o Mar de Coral. Nos dias seguintes, o sistema permaneceu sobre a água e se dissipou durante 15 de fevereiro, após ter produzido algumas ondas poderosas e de longo período ao longo das praias de Queensland. Depois que Tatiana se dissipou, quatro baixas tropicais ocorreram na região, antes que a temporada terminasse em 30 de abril, incluindo a baixa tropical remanescente do Ciclone Tropical Severo Winston.

## Previsões sazonais
| Região                                                | Número médio | Chance of more | Chance of less | Atividade atual |
| ----------------------------------------------------- | ------------ | -------------- | -------------- | --------------- |
| Inteira                                               | 11           | 9%             | 91%            | 3               |
| Ocidental                                             | 7            | 25%            | 75%            | 2               |
| Noroeste                                              | 5            | 15%            | 85%            | 1               |
| Norte                                                 | 3            | 36%            | 64%            | Nenhum          |
| Oriental                                              | 4            | 27%            | 83%            | 1               |
| Pacífico Sul Ocidental                                | 7            | 15%            | 85%            | 1               |
| Pacífico Sul Oriental                                 | 10           | 48%            | 52%            | 4               |
| Fonte: BOM's Seasonal Outlooks for Tropical Cyclones. |              |                |                |                 |

Antes da temporada de ciclones, o FMS, o BoM, a Meteo France, o MetService da Nova Zelândia e o Instituto Nacional de Pesquisa Hídrica e Atmosférica (NIWA) e vários outros serviços meteorológicos do Pacífico, todos contribuíram para a previsão do ciclone tropical da Atualização do Clima da Ilha que foi divulgada durante Outubro de 2015. A perspectiva levou em consideração as fortes condições do El Niño que foram observadas no Pacífico e as temporadas analógicas que tiveram condições ENSO neutras e fracas do El Niño durante a temporada.  A perspectiva previa um número acima da média de ciclones tropicais para a temporada 2015–16, com onze a treze ciclones tropicais nomeados ocorrendo entre 135 ° E e 120 ° W em comparação com uma média de 10-12. Esperava-se que pelo menos seis dos ciclones tropicais se tornassem ciclones tropicais severos de categoria 3, enquanto quatro poderiam se tornar ciclones tropicais severos de categoria 4. Também foi observado que ciclones tropicais severos de categoria 5, com velocidades de vento sustentadas de 10 minutos de 196 km/h (122 mph) ocorreram durante eventos El Niño.
Além de contribuir para as perspectivas do Island Climate Update, o BoM emitiu sete previsões sazonais durante outubro de 2015, para a região australiana e o Pacífico Sul, com cada previsão cobrindo todo o ano do ciclone tropical. Previa-se que a região seria menos ativa do que nos anos anteriores, com 91% de chance de uma quantidade abaixo da média de ciclones tropicais, por causa do forte episódio de El Niño que se desenvolveu sobre o Oceano Pacífico. Observou-se também que a primeira chegada de ciclones tropicais pode ocorrer mais tarde do que o normal, com a primeira ocorrência média em janeiro, durante as condições do El Niño. Para a região oeste entre 90 °E e 125 °E, o BoM previu que a área também veria atividade abaixo de sua média de 7, com 25% de chance de um número acima da média de ciclones tropicais ocorrer. O TCWC Perth também observou que havia uma probabilidade de dois ciclones tropicais e uma probabilidade significativa de pelo menos um ciclone tropical severo impactar a Austrália Ocidental. Para a sub-região Noroeste entre 105 °E e 130 °E, foi previsto que a atividade estaria abaixo da média, com 15% de chance de atividade do ciclone tropical acima da média. O Território do Norte, que foi definido como estando entre 125 ° E e 142,5 ° E, teve 36% de chance de uma temporada acima da média.  Previu-se que a região leste entre 142,5 °E e 160 °E teria uma temporada de ciclones tropicais quase normal, embora tenha sido notado que havia a possibilidade de um início atrasado da temporada. O BoM divulgou uma previsão sazonal para o oeste e o leste do Pacífico Sul. A região oeste entre 142,5 °E e 165 °E foi prevista para ter uma chance de 15% de ter um número acima da média de ciclones tropicais, enquanto a região leste entre 165 °E e 120° W foi prevista para ter uma chance de 48% de tendo um número acima da média de ciclones tropicais.

## Resumo sazonal
Durante a temporada, apenas três ciclones tropicais se desenvolveram na região australiana, o que significa que a temporada foi considerada a menos ativa desde que os registos confiáveis começaram em 1969. Esta baixa atividade foi parcialmente atribuída ao evento El Niño de 2014-16, que causou o deslocamento dos sistemas para o leste na bacia de ciclones tropicais do Pacífico Sul. Um evento positivo do Dipolo do Oceano Índico causou águas mais frias do que o normal no Oceano Índico tropical oriental, perto da Indonésia, que por sua vez limitou o desenvolvimento perto da Austrália Ocidental durante a primeira parte da temporada. Como o ano do ciclone tropical de 2015-16 foi inaugurado em 1 de julho de 2015, o recém-denominado Ciclone Tropical Raquel moveu-se para sudoeste na região australiana. Ao longo dos próximos dias, o sistema serpenteava em torno de 160 °E e se movia pelas Ilhas Salomão, antes de ser observado pela última vez em 5 de julho. A bacia subsequentemente permaneceu quieta com apenas vários baixos tropicais fracos se desenvolvendo, antes que o primeiro ciclone tropical nomeado da temporada fosse batizado de Stan em 29 de janeiro de 2016.
Stan subsequentemente atingiu a Austrália Ocidental e impactou várias commodities, incluindo petróleo, gás natural e minério de ferro. No entanto, os impactos foram limitados devido à baixa população da região. O precursor do ciclone tropical Uriah baixo se desenvolveu sobre o Oceano Índico, dentro de um vale de monção de baixa pressão durante 9 de fevereiro. Posteriormente, o sistema desenvolveu-se ainda mais e recebeu o nome de Urias em 13 de fevereiro, antes de sair da região no dia seguinte. O ciclone tropical Tatiana tornou-se um ciclone tropical durante o 11 de fevereiro, enquanto estava localizado sobre o Mar de Coral. Nos dias seguintes, o sistema permaneceu sobre a água e se dissipou durante 15 de fevereiro, após ter produzido algumas ondas poderosas e de longo período ao longo das praias de Queensland. Depois que Tatiana se dissipou, quatro baixas tropicais ocorreram na região antes do final da temporada em 30 de abril, incluindo a baixa tropical remanescente do Ciclone Tropical Severo Winston.

## Sistemas

### Baixa tropical 04U
Em 16 de dezembro, TCWC Perth mencionou que uma baixa tropical pode se desenvolver a noroeste da Ilha Christmas. A agência declarou ser uma baixa tropical no dia seguinte, quando estava produzindo convecção em sua área. Em 20 de dezembro, TCWC Jakarta emitiu um aviso, visto que a baixa estava dentro de sua área de responsabilidade, uma vez que estava localizada a cerca de 567 km (352 mi) sul-sudoeste de Tanjung Karang. O TCWC Perth previu que a baixa se intensificaria para um ciclone tropical e se moveria para a Região Oeste em 24 horas em 21 de dezembro. A baixa foi posteriormente designada como 04U em 23 de dezembro, no entanto, este foi o último aviso emitido pelo TCWC Perth e se dissipou rapidamente durante a noite.

### Baixa tropical 05U
A Baixa tropical 05U desenvolveu-se em terras perto de Borroloola no Território do Norte durante 21 de dezembro. Ao longo dos próximos dias, o sistema gradualmente se aprofundou ainda mais à medida que se movia oeste-noroeste para o interior e passava perto de Daly Waters e Katherine. Posteriormente, o sistema se aproximou de Darwin durante o dia 24 de dezembro, onde estava causando ventos fortes ao largo da costa. Em 26 de dezembro, 05U foi incorporado em uma monção, dando um potencial de intensificação em um ciclone tropical. Alguns dias depois, 05U derivou para sudeste em direção à terra e não atingiu a intensidade de um ciclone tropical. O sistema foi observado pela última vez em 2 de janeiro, enquanto estava localizado sobre o Deserto de Simpson em Queensland, pois não estava claro se a baixa continuava em direção à costa leste ou se outro sistema havia se desenvolvido.

### Ciclone tropical Stan
Durante 27 de janeiro, o BoM informou que a Baixa Tropical 08U desenvolveu-se cerca de 750 km (470 mi) ao norte de Port Hedland, Austrália Ocidental. O sistema estava localizado em um ambiente favorável para desenvolvimento futuro e estava previsto que se transformasse em um ciclone tropical nos próximos dias, conforme se movia para o sul em direção à costa da Austrália Ocidental. O 08U foi posteriormente declarado um ciclone tropical de categoria 1 em 29 de janeiro e foi nomeado Stan pelo BoM. Stan continuou a se intensificar durante o dia enquanto se movia lentamente na direção sudeste em direção à costa leste de Pilbara. Stan alcançou a força de ciclone tropical de categoria 2 às 8:00 pm hora AWST, quando foi localizado 280 km ao norte de Port Hedland. Stan manteve a força da categoria 2 durante o curso de 30 Janeiro. Ventos com força de furacão de categoria 1 formaram-se por volta das 9h30 sou AWST no mesmo dia, perto de Rowley Shoales, onde Stan tinha 100 anos km ao sul da ilha. Stan cruzou a costa leste de Pilbara entre Port Headland e Wallal como um forte ciclone tropical de categoria 2 às 2:00 sou AWST. Stan começou a enfraquecer enquanto se movia para o interior, tornando-se um ciclone tropical de categoria 1 às 8:00 sou o mesmo dia, e enfraqueceu ainda mais para se tornar um ponto baixo tropical às 2:00 pm naquela tarde. Os remanescentes de Stan causaram chuvas recordes no sul da Austrália. Coffin Bay recebeu 75,8 mm de chuva, The Nullarbor recebeu 62,4 mm e Port Lincoln recebeu 49,6 mm de chuva.

### Ciclone tropical Uriah
A Baixa Tropical 09U desenvolveu-se sobre o oceano Índico a noroeste das Ilhas Cocos (Keeling), dentro de um cavado de monção de baixa pressão durante 9 de fevereiro. Ao longo dos dias seguintes, o sistema moveu-se lentamente em uma área de fraco fluxo de direção à medida que lutava para se desenvolver ainda mais antes de começar a mover-se para o sudoeste durante 12 de fevereiro. Mais tarde, naquele dia, o sistema passou cerca de 100 km (62 mi) para o noroeste das Ilhas Cocos (Keeling), antes que as condições se tornassem favoráveis para o desenvolvimento posterior à medida que o sistema se afastava das Ilhas. Como resultado, o sistema foi nomeado Uriah pelo BoM em 13 de fevereiro, uma vez que se tornou um ciclone tropical de categoria 1 na escala de intensidade do ciclone tropical Australiano. O JTWC também iniciou alertas sobre o sistema durante esse dia e designou-o como ciclone Tropical 13S. No dia seguinte, o sistema continuou a mover-se para sudoeste e tornou-se um ciclone tropical de categoria 2 com ventos sustentados de 95 km/h. O sistema se moveu para fora da região e para a bacia do Oceano Índico sudoeste durante 14 de fevereiro, onde se tornou um ciclone tropical intenso antes de se degenerar em uma área de baixa pressão remanescente durante 19 de fevereiro.

### Ciclone tropical Tatiana
A Baixa Tropical 10U desenvolveu-se durante 9 de fevereiro no centro do Mar de Coral, cerca de 900 km (560 mi) ao sudoeste de Honiara nas Ilhas Salomão. O sistema estava localizado em um ambiente favorável para desenvolvimento posterior, com o centro de circulação de baixo nível se consolidando gradualmente, enquanto a convecção atmosférica profunda envolvia o sistema. Ao longo dos próximos dias, o sistema desenvolveu-se gradualmente à medida que se movia para o leste antes que o JTWC iniciasse alertas sobre o sistema e o designasse como Ciclone Tropical 12P durante 10 de fevereiro. No dia seguinte, o sistema continuou a se desenvolver e foi nomeado Tatiana pelo BoM, já que se tornou um ciclone tropical de categoria 1.
Nessa época, Tatiana começou a se mover para o leste-sudeste sob a influência combinada do fluxo das monções e um vale de baixa pressão. O sistema posteriormente atingiu o pico como um ciclone tropical de categoria 2 com ventos sustentados de 10 minutos de 95 km/h (59 mph) durante 12 de fevereiro, antes de sair da região australiana e entrar na bacia do Pacífico Sul. O sistema posteriormente moveu-se para o sul e se enfraqueceu rapidamente no dia seguinte, antes de perder suas características tropicais e degenerar em uma baixa subtropical em 14 de fevereiro, quando a tempestade voltou para a Bacia Australiana.  Depois que o sistema degenerou em uma baixa subtropical, ele produziu algumas ondas poderosas e de longo período ao longo das praias do sudeste de Queensland.

### Baixa tropical 12U
Em 1 de março, o BoM começou a monitorar uma baixa tropical fraca a sul de Java, Indonésia. O baixo moveu-se para oeste até 5 de Março, o BoM começou a emitir boletins sobre o sistema com a designação de 12U e ventos de 65 km/h, no entanto, ele ainda era classificado como uma baixa tropical, uma vez que os ventos de tempestade só foram encontrados nos quadrantes do Sul. A baixa tropical saiu da bacia em 6 de Março, sem se intensificar para um ciclone tropical de categoria 1.

### Baixa tropical 14U
O Tropical Low 14U se desenvolveu dentro de uma calha de monção perto da Ilha Vanderlin, no sul do Golfo de Carpentaria, em 14 de março.

### Outros sistemas
Em 1 de julho, com a abertura do ano do ciclone tropical de 2015–16, o recém-denominado Ciclone Tropical Raquel moveu-se para sudoeste na região australiana. Durante aquele dia, o sistema começou a se mover para o leste em resposta ao fluxo de fundo do oeste antes de enfraquecer abaixo da intensidade do ciclone tropical conforme se movia de volta para a bacia do Pacífico Sul durante 2 de julho. Posteriormente, o sistema voltou para a região australiana em 4 de julho, enquanto se movia pelas Ilhas Salomão. O sistema foi posteriormente observado pela última vez pelo BoM a sudoeste de Guadalcanal, em 5 de julho, quando perdeu rapidamente suas características tropicais.
Uma baixa pressão desenvolveu-se a leste do 90º meridiano a leste ou na fronteira da bacia em 26 de dezembro, e teve uma chance moderada de se intensificar em um ciclone tropical. O TCWC Perth posteriormente classificou-o como uma baixa tropical fraca com o identificador de 06U. No dia 28 de dezembro, enquanto a baixa se movia lentamente para o sul, ambientes desfavoráveis impediam a possibilidade de ser um ciclone. Em 29 de dezembro o TCWC Perth emitiu o boletim final da baixa tropical enquanto seguia lentamente para oeste. Em 19 de janeiro, a Baixa Tropical 07U desenvolveu-se dentro do vale das monções de baixa pressão, cerca de 300 km (190 mi) a oeste da Ilha Oeste nas Ilhas Cocos (Keeling). Ao longo dos próximos dias, o sistema moveu-se para o nordeste e tentou se desenvolver ainda mais em um ambiente marginalmente propício para um maior desenvolvimento. No entanto, o sistema enfraqueceu em 21 de janeiro, antes de ser notado pela última vez em 24 de janeiro, uma vez que não se esperava que se transformasse em um ciclone tropical. Durante 14 de fevereiro, uma baixa tropical fraca ocorreu em uma área de condições marginais para um maior desenvolvimento perto da Ilha Christmas. Nos dias seguintes, as condições ambientais em torno do sistema tornaram-se menos favoráveis para um maior desenvolvimento, antes que o sistema fosse observado pela última vez em 16 de fevereiro. Durante 26 de fevereiro, Winston entrou na bacia como um ciclone extratropical, enquanto em 3 de março o JTWC o classificou como um ciclone subtropical; eventualmente atingiu Queensland como uma baixa tropical e rapidamente degenerou em depressão.

## Nomes de tempestade
Durante a temporada, um total de 3 ciclones tropicais receberam um nome de BoM, seja pelo TCWC Perth, Darwin ou Brisbane, quando o sistema foi julgado como tendo velocidades de vento sustentadas de 10 minutos de 65 km/h (40 mph). Houve apenas uma lista em que o Bureau de Meteorologia atribuiu nomes aos ciclones tropicais desde a temporada de 2008-09. São raros os ciclones tropicais nomeados pelo TCWC Jacarta e Porto Moresby, com os últimos ciclones nomeados ocorrendo durante 2014 e 2007, respectivamente. O retiro e seus nomes de substituição ainda não foram confirmados.
| - Stan - Tatiana - Uriah | - Yvette (sem usar) - Alfred (sem usar) - Blanche (sem usar) |

## Efeitos sazonais
| Nome                | Datas ativo             | Classificação máxima         | Velocidade de vento sustentados | Pressão               | Áreas afetadas                                    | Danos (USD)  | Fatalidades  | Refs   |        |
| ------------------- | ----------------------- | ---------------------------- | ------------------------------- | --------------------- | ------------------------------------------------- | ------------ | ------------ | ------ | ------ |
| 04U                 | 17 – 23 dezembro        | Baixa tropical               | Não definido                    | 1006 hPa (29.71 inHg) | Nenhum                                            | Nenhum       | Nenhum       | Nenhum |        |
| 05U                 | 21 dezembro – 2 janeiro | Tropical low                 | 55 km/h (35 mph)                | 994 hPa (29.35 inHg)  | Territórios do Norte, Queensland                  | Nenhum       | Nenhum       | Nenhum |        |
| 06U                 | 27 – 29 dezembro        | Baixa tropical               | Não definido                    | Não definido          | Nenhum                                            | Nenhum       | Nenhum       | Nenhum |        |
| 07U                 | 19 – 25 janeiro         | Baixa tropical               | Não definido                    | Não definido          | Nenhum                                            | Nenhum       | Nenhum       | Nenhum |        |
| Stan                | 27 – 31 janeiro         | Ciclone tropical categoria 2 | 100 km/h (65 mph)               | 980 hPa (28.94 inHg)  | Austráli ocidental, Austrália meridional Victoria | Desconhecido | Desconhecido | Nenhum | [ 44 ] |
| Uriah               | 9 – 14 fevereiro        | Ciclone tropical categoria 2 | 95 km/h (60 mph)                | 982 hPa (29.00 inHg)  | Ilhas Cocos (Keeling)                             | Nenhum       | Nenhum       | Nenhum |        |
| Tatiana             | 9 – 14 fevereiro        | Ciclone tropical categoria 2 | 95 km/h (60 mph)                | 982 hPa (29.00 inHg)  | Queensland                                        | Nenhum       | Nenhum       | Nenhum |        |
| 11U                 | 14 – 16 fevereiro       | Tropical low                 | Não definido                    | Não definido          | Nenhum                                            | Nenhum       | Nenhum       | Nenhum |        |
| 12U                 | 1 – 6 março             | Tropical low                 | 65 km/h (40 mph)                | 1000 hPa (29.53 inHg) | Nenhum                                            | Nenhum       | Nenhum       | Nenhum |        |
| 13U (Winston)       | 3 março                 | Tropical low                 | Não definido                    | 1010 hPa (29.82 inHg) | Queensland                                        | Nenhum       | Nenhum       | Nenhum |        |
| 14U                 | 14 – 16 março           | Tropical low                 | 55 km/h (35 mph)                | 998 hPa (29.47 inHg)  | Território do Norte, Queensland                   | Nenhum       | Nenhum       | Nenhum |        |
| Totais da temporada |                         |                              |                                 |                       |                                                   |              |              |        |        |
| 11 sistemas         | 17 dezembro – 16 março  |                              | 110 km/h (70 mph)               | 975 hPa (28.79 inHg)  |                                                   | Menor        | 0            |        |        |